# Saison 2019-2020 du CR Belouizdad
Maillots
Chronologie
Saison précédente Saison suivante
La saison 2019-2020 du CR Belouizdad est la 55e saison du club en première division algérienne. L'équipe est en compétition en Ligue 1 et en Coupe d'Algérie.

## Transferts

### Transferts estivaux
| Nom                  | Nationalité   | Poste     | Transfert | Provenance/Destination   | Division   |
| -------------------- | ------------- | --------- | --------- | ------------------------ | ---------- |
| Arrivées             |               |           |           |                          |            |
| Gaya Merbah          | Algérie       | Gardien   | -         | NA Hussein Dey           | Ligue 1    |
| Khairi Barki         | Algérie       | Gardien   | -         | WA Tlemcen               | Ligue 2    |
| Mohamed Khoutir Ziti | Algérie       | Défenseur | -         | CA Bordj Bou Arreridj    | Ligue 1    |
| Larbi Tabti          | Algérie       | Milieu    | -         | USM Bel Abbès            | Ligue 1    |
| Samir Aiboud         | Algérie       | Milieu    | -         | ES Sétif                 | Ligue 1    |
| Ahmed Gasmi          | Algérie       | Attaquant | -         | NA Hussein Dey           | Ligue 1    |
| Noël N'guessan       | Côte d'Ivoire | Attaquant | -         | Séwé Sports de San-Pédro | Ligue 2    |
| Hamza Bellahouel     | Algérie       | Attaquant | -         | USM Bel Abbès            | Ligue 1    |
| Islam Bendif         | Algérie       | Attaquant | -         | CRB Kaïs                 | Division 3 |
| Départs              |               |           |           |                          |            |
| Cédrik Si Mohammed   | Algérie       | Gardien   | -         | CA Bordj Bou Arreridj    | Ligue 1    |
| Lyes Meziane         | Algérie       | Gardien   | -         | CS Constantine           | Ligue 1    |
| Meziane Zeroual      | Algérie       | Défenseur | -         | CA Bordj Bou Arreridj    | Ligue 1    |
| Mohamed Herida       | Algérie       | Défenseur | -         | Libération               | Ligue 1    |
| Abou Sofiane Balegh  | Algérie       | Attaquant | -         | CS Constantine           | Ligue 1    |
| Djamel Eddine Chatal | Algérie       | Attaquant | -         | Libération               | Ligue 1    |
| Mohamed Attia        | Algérie       | Attaquant | -         | Libération               | Ligue 1    |

### Transferts hivernaux
Le mercato d'hiver se déroule du 1er au 31 janvier 2020 en Algérie.
| Nom              | Nationalité | Poste     | Transfert | Provenance/Destination | Division |
| ---------------- | ----------- | --------- | --------- | ---------------------- | -------- |
| Arrivées         |             |           |           |                        |          |
| Toufik Zerara    | Algérie     | Milieu    | -         | NA Hussein Dey         | Ligue 1  |
| Fouad Ghanem     | Algérie     | Attaquant | -         | JSM Béjaïa             | Ligue 2  |
| Mohamed Souibaah | Algérie     | Attaquant | -         | ES Sétif               | Ligue 1  |
| Départs          |             |           |           |                        |          |
| Noël N'guessan   | Algérie     | Attaquant | -         | Libération             | -        |

## Compétitions
| Championnat d'Algérie | Coupe d'Algérie            | Coupe de la CAF             |
| --------------------- | -------------------------- | --------------------------- |
| Premier 40 point      | Huitième de finale éliminé | Seizièmes de finale éliminé |
| 11V 7N 3D             | 2V 0N 1D                   | 2V 1N 1D                    |
| TOTAL : 15V 8N 5D     |                            |                             |

### Championnat d'Algérie
La Ligue 1 2019-2020 est la cinquante-sixième édition du Championnat d'Algérie de football et la neuvième sous l'appellation « Ligue 1 ». L'épreuve est disputée par seize clubs réunis dans
un seul groupe et se déroulant par matches aller et retour, soit une série de trente rencontres. Les trois premières places de ce championnat sont qualificatives pour les compétitions africains que sont la Ligue des champions et la Coupe de la confédération.

#### Classement
| Rang | Équipe         | Pts | J  | G  | N | P | Bp | Bc | Diff | Qualification ou relégation                         |
| ---- | -------------- | --- | -- | -- | - | - | -- | -- | ---- | --------------------------------------------------- |
| 1    | CR Belouizdad  | 40  | 21 | 11 | 7 | 3 | 30 | 16 | +14  | Qualification pour la Ligue des champions de la CAF |
| 2    | MC Alger       | 34  | 20 | 10 | 4 | 6 | 28 | 25 | +3   | Qualification pour la Ligue des champions de la CAF |
| 3    | ES Sétif       | 37  | 22 | 11 | 4 | 7 | 34 | 19 | +15  | Qualification pour la Coupe de la confédération     |
| 4    | JS Kabylie     | 36  | 22 | 10 | 6 | 6 | 27 | 18 | +9   | Qualification pour la Coupe de la confédération     |
| 5    | CS Constantine | 34  | 22 | 9  | 7 | 6 | 32 | 23 | +9   |                                                     |

#### Évolution du classement et des résultats
| Terrain  | E | D | E | E | E | D | E | D | E | D | D | E | D | E | D | D | E | D | E | D | E |  |  |  |  |  |  |  |  |  |    |   |   |
| Rang     | 5 | 4 | 4 | 1 | 1 | 1 | 2 | 2 | 2 | 2 | 1 | 1 | 1 | 1 | 1 | 1 | 1 | 1 | 1 | 1 | 1 |  |  |  |  |  |  |  |  |  | 14 |   |   |
| Résultat | N | G | G | G | N | G | G | G | D | G | N | N | G | D | N | G | N | G | D | G | N |  |  |  |  |  |  |  |  |  | —  | — | — |

## Statistiques

### Classement des buteurs
| Place | Nom                 | Ligue 1 | Coupe d'Algérie | Coupe de la CAF | TOTAL   |
| ----- | ------------------- | ------- | --------------- | --------------- | ------- |
| 1     | Amir Sayoud         | 5       | 1               | 4               | 10 buts |
| 2     | Hamza Bellahouel    | 6       | 1               | -               | 7 buts  |
| 3     | Adel Djerrar        | 3       | -               | -               | 3 buts  |
| 3     | Sofiane Bouchar     | 2       | 1               | -               | 3 buts  |
| 4     | Zakaria Khali       | 2       | -               | -               | 2 buts  |
| 4     | Chemseddine Nessakh | 2       | -               | -               | 2 buts  |
| 6     | Hocine Selmi        | 1       | -               | -               | 1 but   |
| 6     | Ahmed Gasmi         | -       | -               | 1               | 1 but   |
| 6     | Chouaib Keddad      | 1       | -               | -               | 1 but   |
| 6     | Noël N'guessan      | 1       | -               | -               | 1 but   |
| 6     | Youcef Bechou       | 1       | -               | -               | 1 but   |
| 6     | Soumana Hainikoye   | 1       | -               | -               | 1 but   |
| 6     | Khaled Bousseliou   | 1       | -               | -               | 1 but   |
| 6     | Mohamed Souibaâh    | 1       | -               | -               | 1 but   |

### Classement des passeurs
| Place | Nom                        | Ligue 1 | Coupe d'Algérie | Coupe de la CAF | TOTAL    |
| ----- | -------------------------- | ------- | --------------- | --------------- | -------- |
| 1     | Chemseddine Nessakh        | 5       | -               | 1               | 6 passes |
| 2     | Larbi Tabti                | 4       | -               | 1               | 5 passes |
| 3     | Amir Sayoud                | 2       | -               | 1               | 3 passes |
| 3     | Samir Aiboud               | 3       | -               | -               | 3 passes |
| 4     | Rayan Hayes                | 1       | -               | 1               | 2 passes |
| 5     | Mohamed Khoutir Ziti       | 1       | -               | -               | 1 passe  |
| 5     | Ahmed Gasmi                | -       | 1               | -               | 1 passe  |
| 5     | Chouaib Keddad             | -       | 1               | -               | 1 passe  |
| 5     | Adel Djerrar               | 1       | -               | -               | 1 passe  |
| 5     | Zine El Abidine Boulekhoua | 1       | -               | -               | 1 passe  |
| 5     | Mohamed Souibaâh           | 1       | -               | -               | 1 passe  |
| 5     | Hocine Selmi               | 1       | -               | -               | 1 passe  |
| 5     | Khaled Bousseliou          | 1       | -               | -               | 1 passe  |